# Revo Uninstaller
Revo Uninstaller — утиліта з закритим вихідним кодом, яка надає користувачам потужний і простий у використанні інструмент для очищення і оптимізації 32 та 64-розрядних операційних систем Microsoft Windows. Revo Uninstaller випускається у двох варіантах — Free та Pro. Користувачі та тематичні сайти виділяють функцію глибокого аналізу та видалення залишків слідів програм як унікальну, тому Revo Uninstaller вважається однією з кращих програм у своєму сегменті.

## Опис
Revo Uninstaller має просунутий алгоритм сканування системи до і після інсталяції і дозволяє видаляти залишилися після деінсталяції програми файли, теки та ключі реєстру. Унікальний режим мисливця пропонує прості, але ефективні інструменти для управління (деінсталяція, зупинка, видалення, скасування автозапуску) і отримання інформації про інстальованих і / або запущених програмах.
Revo Uninstaller допомагає запобігти випадкам, коли після видалення програми з'являються повідомлення, що деякі файли видалити не вдалося і їх необхідно видалити вручну. Такі залишкові папки, файли, записи реєстру та інші компоненти програм, не тільки займають місце, але й можуть істотно знизити продуктивність системи і навіть стати причиною її збоїв.
Просунутий алгоритм Revo Uninstaller проводить повний моніторинг системи до того як почнеться деінсталяція програми, знаходить всі пов'язані з нею файли і ґрунтуючись на цих даних, розробляє план видалення. Навіть якщо під час встановлення програми були деякі збої, Revo Uninstaller сканує систему на наявність даних про програму, і виводить дані про її компоненти на жорсткому диску і в реєстрі Windows, дозволяючи з легкістю видалити їх.
Revo Uninstaller виводить відомості про все встановлене/запущене ПЗ, дозволяє з легкістю видаляти ПО, зупиняти їх роботу, а також прибирати їх з автозавантаження. Наявний в Revo Uninstaller «режим полювання» дозволяє простим перетягуванням ярлика програми в спеціальне плаваюче віконце одержати швидкий доступ до всіх пов'язаних з нею функцій (видалення, запуск і закриття програми, керування автозавантаженням).

## Основні можливості
- Простий і зрозумілий інтерфейс
- Легка і коректна деінсталяція додатків
- Можливість перегляду деталей про всіх встановлених в системі додатків
- Інноваційний режим «Мисливець» для деінсталяції і видалення додатків
- Підтримка методу «Drag & Drop»
- Перегляд та управління додатками, автоматично запускаються під час завантаження Windows
- Видалення непотрібних і тимчасових файлів із системи
- Швидкий доступ до вбудованих інструментів Windows
- Очищення історії в браузерах Internet Explorer, Firefox, Opera, Google Chrome і Netscape
- Видалення файлів без будь-якої можливості їх відновлення
- Багатомовний інтерфейс
- Чотири режими: Вбудований, Розширений, Безпечний, Середній
- Стандартна і Переносна програма
- 8 утиліт для очищення системи
- Безліч корисних інструментів: «Відновлення системи», «Інформація про мережу», «Дефрагментація диска», «Перевірка системних файлів», «Центр забезпечення безпеки Windows», «Відомості про систему», «Екранна клавіатура»

## Системні вимоги

### Операційна система
- Windows XP,
- Windows Vista (32/64),
- Windows 7 (32/64),
- Windows 8 (32/64),
- Windows 10 (32/64).

### Комп'ютер
Будь-який комп'ютер, на якому одна із зазначених вище операційних систем працює на розумній швидкості.

### Оперативна пам'ять (ОЗУ)
Обсяг пам'яті не має особливого значення для цієї програми. Ми посилаємося на рекомендації використовуваної операційної системи від Microsoft.

### Місце на диску
100 МБ для файлів програми, а також деяке додаткове місце для файлів резервних копій.

### Відеокарта
VGA і вище.

### Інше
Для використання програми потрібні повні права адміністратора.